# Кулеба, Иван Дмитриевич
Иван Дмитриевич Кулеба (укр. Іван Дмитрович Кулеба; род. 11 июля 1953, Погарщина, Миргородский район, Полтавская область, Украинская ССР, СССР) — украинский дипломат и государственный деятель. Чрезвычайный и полномочный посол Украины (2002).
Чрезвычайный и полномочный посол Украины в Республике Армения (2019—2021).

## Биография
Родился 11 июля 1953 года в Полтавской области. Окончил Всесоюзную академию внешней торговли (1992), международные экономические отношения. Владеет английским языком.
С 1971 по 1975 год — служба в Вооружённых силах.
С 1975 по 1977 год — мастер производственного обучения в Роменском сельхозтехникуме.
С 1977 по 1987 год — находился на хозяйственной и общественной работах.
С 1987 по 1988 год — работал советником в Демократической Республике Афганистан. После завершения пребывания в Афганистане занимал должность начальника штаба на строительстве интернациональных объектов в районах Крайнего Севера и Дальнего Востока.
С 1989 по 1992 год — слушатель Всесоюзной академии внешней торговли.
В 1992 году — коммерческий директор на строительстве газопровода Туркмения — Иран — Турция.
С 1992 по 1993 год — первый секретарь, советник отдела международных организаций.
С 1993 по 1995 год — заведующий отделом административно-бюджетных вопросов ООН Управления международных организаций МИД Украины.
С 1995 по 1997 год — советник, заместитель постоянного представителя Украины при международных организациях в Вене.
С 6 ноября 1997 по 14 августа 2000 года — чрезвычайный и полномочный посол Украины в Арабской Республике Египет.
С января 2001 по 6 июня 2002 года — директор департамента административно-финансовых вопросов, документации и архива.
С 7 июня 2002 по 12 июля 2003 года — заместитель Государственного секретаря МИД Украины.
С 12 июля 2003 по 7 июля 2004 года — заместитель министра иностранных дел Украины.
С 25 августа 2004 по 22 июня 2009 года — чрезвычайный и полномочный посол Украины в Чешской Республике.
С 17 мая 2018 года по 24 декабря 2019 года — чрезвычайный и полномочный посол Украины в Республике Казахстан.
С 24 декабря 2019 по 6 октября 2021 года — чрезвычайный и полномочный посол Украины в Республике Армения.

## Личная жизнь
Женат, отец бывшего министра иностранных дел Дмитрия Кулебы.

## Дипломатический ранг
- Чрезвычайный и полномочный посланник Украины второго класса (19 августа 1998)[15]
- Чрезвычайный и полномочный посланник первого класса (15 августа 2001)[16]
- Чрезвычайный и полномочный посол (23 августа 2002)[17]

## Награды
- орден Дружбы народов (Афганистан)
- орден «За заслуги» III ст.
- медаль СССР «Трудовая доблесть»
- около 30 почётными грамотами, другими наградами по линии различных министерств и ведомств.